# Invadatori din Marte (film din 1953)
Invaders from Mars este un film SF american din 1953 regizat de William Cameron Menzies. Scenariul este realizat de Richard Blake pe baza unei povestiri de John Tucker Battle inspirată de un vis al soției sale. În rolurile principale joacă actorii Jimmy Hunt, Helena Carter și Arthur Franz. După ce filmul a fost terminat,Invaders a fost distribut de Twentieth Century-Fox Film Corp.

## Prezentare
David MacLean (Jimmy Hunt) este un băiat de 12 ani care este pasionat de astronomie. Acesta este șocat când observă o farfurie zburătoare care aterizează în groapa de nisip dincolo de curtea sa. Dimineața următoare, tatăl său, George (Leif Erickson), se duce să vadă despre ce e vorba și misterios dispare. Mama lui David, Maria (Hillary Brooke), îngrijorată, solicită ajutor poliției, dar aceștia sunt rapid înghițiți de nisipul din curtea din spate. Mai târziu, George și cei doi polițiști se reîntorc, dar personalități lor sunt semnificativ diferite deoarece au fost preluate de către marțieni. David încearcă să caute ajutor, dar toată lumea din jurul lui pare să fi căzut sub o vrajă înfricoșătoare care transformă oamenii într-un fel de zombi. El se întâlnește în cele din urmă cu doi credincioși, medicii Dr. Blake (Helena Carter) și Dr. Kelston (Arthur Franz). Aceștia, descoperind că șocanta povestea a lui David este adevărată, cheamă militarii, dar conflictul se acutizează atunci când David și Dr. Blake sunt luați prizonieri în navele marțiene. Soldații încearcă să-i salveze de o substanță verde. Finalul exploziv al filmului implică gloanțe, grenade,
TNT și o armă spectaculoasă extraterestră care poate topi piatra.

## Actori
- Jimmy Hunt este David Maclean
- Helena Carter este Dr. Pat Blake, MD
- Arthur Franz este Dr. Stuart Kelston
- Morris Ankrum este Col. Fielding
- Leif Erickson este George MacLean
- Hillary Brooke este Mary MacLean
- Max Wagner este Sgt. Rinaldi
- Milburn Stone este Capt. Roth
- Janine Perreau este Kathy Wilson
- Barbara Billingsley este Secretary (Uncredited)
- Bert Freed este the Police Chief
- Robert Shayne este Professor Wilson
- Luce Potter este Martian Intelligence (Uncredited)

## Refacere
În 1986 filmul a fost refăcut sub același nume. A fost regizat de Tobe Hooper, în rolurile principale: Karen Black, Hunter Carson și Timothy Bottoms. Jimmy Hunt, care a interpretat rolul copilului din filmul original, reapare în acest film ca șeful poliției.

## Vezi și
- 1953 în științifico-fantastic